# Natividad (Robert Campin)
La Natividad es una pintura sobre tabla de hacia 1420 del artista primitivo flamenco Robert Campin. Exactamente, el momento mostrado es la Adoración de los pastores, que se acercan con curiosidad y humildad. La pintura es severamente realista; el Niño Jesús y sus padres son mostrados en la pobreza; las figuras se amontonan dentro de un espacio compartido con animales, un establo ruinoso de madera con techo de paja y paredes rotas. En esto Campin abandona la narrativa tradicional, en que las escenas de nacimiento se situaban en una cueva con pesebre. 
Campin sigue la tradición medieval al presentar a la Virgen como una adolescente, mientras José es un anciano. Sujeta y protege una vela encendida como alumbrando el recinto, algo habitual en las representaciones flamencas del siglo XV simbolizando la llegada de la Luz de Cristo al mundo. Cuatro ángeles vuelan arriba, vestidos con túnicas roja, verde, azul y blanca. El de blanco se adelanta con una banderola o filacteria dirigida a las matronas en la porción inferior delante del establo; se lee "Tangue puerum et sanabaris" (toca al niño y sanarás). La escena no está en los evangelios, sino que procede de un texto apócrifo, el evangelio de Santiago. En él, tras dejar a María en la cueva, José sale a buscar una partera para que pueda asistirla, al regresar el lugar está cubierto de una poderosa luz, cuando disminuye y entran, Jesús ha nacido. Informada del prodigio por José, la mujer corre a contárselo a su amiga y colega Salomé. Ella, incrédula de que una virgen haya dado a luz, decide comprobarlo pero cuando acerca la mano a María, le queda paralizada y consumida. Aparece un ángel que le dice que curará si toca al Niño. Al cogerlo en brazos, su mano recupera la normalidad. Los dos parteras se van entre alabanzas al poder de Dios. 
De las pocas obras conservadas de Campin, se deduce que fue un pionero importante e innovador, como aquí con su apelación a la pobreza de la Sagrada Familia. Su habilidad con la pintura al óleo se refleja en el posicionamiento de las figuras centrales al fondo, dando a la tabla una sensación estrecha y enfocada, a pesar de los detalles y el paisaje muy detallados.  La cabaña está inclinada con respecto al marco, una disposición más tarde adoptada por Rogier van der Weyden en su Retablo Bladelin. 
Campin muestra un amplio paisaje al amanecer con una vista con un río y un lago más allá del establo, justo por encima de las dos parteras. Uno de los primeros paisajes naturalistas de la historia de la pintura occidental. Reforzando la idea de redención, a la lastimada Salomé se le ha dado una posición prominente, de frente mirando al espectador.
La tabla se conserva en el Museo de Bellas Artes de Dijon desde 1828.